# The Great Gatsby (banda sonora)
The Great Gatsby: Original Soundtrack Recording es la banda sonora de la película de 1974 del mismo nombre, protagonizada por Robert Redford y Mia Farrow. Paramount Records lanzó la banda sonora como un álbum doble a mediados de marzo de 1974. La banda sonora está compuesta por 14 canciones de los años 1920 además de 10 temas compuestos por Nelson Riddle para la película.

## Recepción de la crítica
Un escritor no especificado de Record World le otorgó el certificado de “Hit of the Week”, y describió el álbum como “música ambiental maravillosa”.

## Galardones
| Año  | Premio        | Categoría                                                                     | Destinatario  | Resultado | Ref.  |
| ---- | ------------- | ----------------------------------------------------------------------------- | ------------- | --------- | ----- |
| 1975 | Premios Óscar | Mejor Orquestación: Música Original y Adaptación -u- Orquestación: Adaptación | Nelson Riddle | Ganador   | [ 3 ] |

## Lista de canciones
Todas las canciones escritas y compuestas por Nelson Riddle, excepto donde esta anotado. 
| Lado uno |                               |                                               |          |  |
| N.º      | Título                        | Escritor(es)                                  | Duración |  |
| 1.       | «What'll I Do»                | Irving Berlin                                 | 2:38     |  |
| 2.       | «The Sheik of Araby»          | Harry B. Smith Francis Wheeler Ted Snyder     | 3:34     |  |
| 3.       | «Tom and Myrtle»              |                                               | 1:30     |  |
| 4.       | «Five Foot Two, Eyes of Blue» | Sam Lewis Joe Young Ray Henderson             | 1:09     |  |
| 5.       | «Jordan's Tango»              |                                               | 2:01     |  |
| 6.       | «Who?»                        | Otto Harbach Oscar Hammerstein II Jerome Kern | 2:03     |  |

| Lado dos |                                           |                                              |          |  |
| N.º      | Título                                    | Escritor(es)                                 | Duración |  |
| 1.       | «I'm Gonna Charleston Back to Charleston» | Roy Turk Lou Handman                         | 1:30     |  |
| 2.       | «A Long Time Ago»                         |                                              | 3:08     |  |
| 3.       | «Yes, Sir, That's My Baby»                | Gus Kahn Walter Donaldson                    | 1:18     |  |
| 4.       | «We've Met Before»                        | Berlin Riddle                                | 2:38     |  |
| 5.       | «Whispering»                              | John Schonberger Richard Coburn Vincent Rose | 1:47     |  |
| 6.       | «Charleston»                              | Cecil Mack James P. Johnson                  | 1:31     |  |

| Lado tres |                                 |                               |          |  |
| N.º       | Título                          | Escritor(es)                  | Duración |  |
| 1.        | «It Had To Be You»              | Kahn Isham Jones              | 2:15     |  |
| 2.        | «Daisy (What 'll I Do)»         | Berlin                        | 1:25     |  |
| 3.        | «When You and I Were Seventeen» | Kahn Chas Rosoff              | 2:36     |  |
| 4.        | «Myrtle's Dead»                 |                               | 2:00     |  |
| 5.        | «Alice Blue Gown»               | Joseph McCarthy Harry Tierney | 1:12     |  |
| 6.        | «Daisy's Tango»                 |                               | 1:48     |  |

| Lado cuatro |                                            |                                          |          |  |
| N.º         | Título                                     | Escritor(es)                             | Duración |  |
| 1.          | «My Favorite Beau»                         | Berlin Riddle                            | 3:20     |  |
| 2.          | «Kitten on the Keys»                       | Zez Confrey                              | 1:32     |  |
| 3.          | «Beale Street Blues»                       | William Christopher Handy                | 1:35     |  |
| 4.          | «The Ring»                                 | Berlin Riddle                            | 1:20     |  |
| 5.          | «Summer's Almost Over»                     |                                          | 2:27     |  |
| 6.          | «What'll I Do / Ain't We Got Fun (Medley)» | Berlin Kahn Raymond Egan Richard Whiting | 2:57     |  |

## Posicionamiento
| Gráfica (1974)                            | Pico de posición |
| ----------------------------------------- | ---------------- |
| Australia (Kent Music Report)             | 22               |
| Canadá (RPM Top Albums)                   | 84               |
| Estados Unidos (Billboard Top LPs & Tape) | 85               |
| Estados Unidos (Cash Box Top 100 Albums)  | 69               |
| Estados Unidos (Record World Album Chart) | 76               |